# Бобруйский художественный музей
Бобруйский художественный музей — музей художественного искусства, расположенный в городе Бобруйске.

## История
Государственное учреждение культуры «Бобруйский художественный музей» создано в 2009 году на базе учреждения культуры «Выставочный зал города Бобруйска», которое впервые было открыто для посетителей 30 ноября 1976 года.
С момента своего создания Выставочный зал принадлежал Белорусскому Союзу художников и являлся филиалом минского Дворца искусств. В 1992 году Решением Бобруйского исполнительного комитета осуществлена передача Выставочного зала отделу культуры Бобруйского горисполкома. 19 февраля 2004 г. учреждение приобрело статус юридического лица.
Выставочный зал являлся единственным учреждением в городе, которое осуществляло свою деятельность в области профессионального изобразительного искусства. Ежегодно в нём экспонировалось в среднем от двадцати до тридцати различных выставок, отражающих традиционные и современные направления в области изобразительного искусства, народного творчества: живопись, графика, скульптура, керамика, декоративно-прикладное искусство, искусство фотографии и дизайна, наивное искусство и народные промыслы. За тридцать четыре года своей работы Выставочный зал предложил жителям Бобруйска более 500 различных экспозиций. Это были выставки различного содержания и масштаба: всесоюзные, зарубежные, республиканские, областные городские. С 2004 года сотрудниками зала начал формироваться художественный фонд, который стал основой для создания музея. Комплектация музейных коллекций осуществлялась с учётом роли художника и значимости его произведений.
Торжественное открытие музея состоялось 30 июля 2012 года после завершения реконструкции галереи.
В 2014 году в одном из экспозиционных залов открылась постоянная уникальная экспозиция минералов и горных пород под названием «Живопись земли», насчитывающая более 1000 экспонатов.

## Экспозиция
Основной фонд музея составляют 5 коллекций:
- живопись
- графика
- керамика
- декоративно-прикладное искусство
- фотодокументы

Согласно концепции музея основным критерием формирования фонда является приобретение произведений бобруйских художников и произведений, иллюстрирующих художественную и творческую жизнь Бобруйска.